# Willy Alberti
Carel Verbrugge, cunoscut ca Willy Alberti, Guillermo Alberti sau Gino Fattori, (n. 14 octombrie 1926, Amsterdam, Țările de Jos – d. 18 februarie 1985, Amsterdam, Țările de Jos) a fost un cântăreț olandez.